# フィロミクロビウム属
フィロミクロビウム属（Filomicrobium）は真正細菌プロテオバクテリア門アルファプロテオバクテリア綱ヒフォミクロビウム目ヒフォミクロビウム科の属の一つである。
略称は"FIMI"である。ヒフォミクロビウム属、ヒフォモナス属、及びペドミクロビウム属と同様に、芽胞とプロステーカを同時に両方又は片方を形成する細菌として知られている。

## 種

### Filomicrobium fusiforme（フィロミクロビウム・フシフォルメ）
好気性菌であり、細胞は紡錘形で、二つの細胞極のどちらにも菌糸を有しそれら菌糸の先端に非運動性の芽胞を形成する。対数増殖期に菌糸は長さ40μmまで、濃縮培養の細胞では300μmを超えたことが観察された。酢酸塩、プロピオン酸塩、フマル酸塩、リンゴ酸塩、コハク酸塩、及びグルタミン酸塩といった数種類の有機酸のみを炭素源として利用することができることが観察された。感受性を示す抗生物質としてペニシリンG、テトラサイクリン、ストレプトマイシン、及びクロラムフェニコールが確認された。GC含量は61.9mol%である。

### Filomicrobium insigne
insigneは、「マークで区別された」「顕著な」「特別な」を意味する中性形容詞である。ヒフォミクロビウム属とフィロミクロビウム属の間の顕著な系統学的な関係に由来する。
グラム陰性、好気性、運動性、非色素性であり、幅0.5～1.0μm且つ長さ1.0～2.5μmであり、単一又は両細胞極それぞれから1本のプロステーカを持ち、プロステーカの先端に芽胞を形成する。LB寒天培地上のコロニーは乳白色で、30℃で5～7日間培養した後の直径は0.1～0.2mmである。ポリ-β-ヒドロキシ酪酸が蓄積し、細胞壁の成長により凝集塊と薄膜が発生するが、菌体外多糖は生成されない。生育pHは6.0～9.0（最適7.0～7.5）、NaCl濃度は0～7%（w/v）（最適1～2%）、温度は4～45℃（最適28～30℃）である。鑑別試験において、オキシダーゼ、カタラーゼ、硝酸塩還元活性、PHB生成、エスクリンの加水分解、並びにd-グルコースの酸化については陽性を示す。ゼラチン、Tween 80、デンプン、カゼイン及びDNAの加水分解、並びに、ウレアーゼ、フェニルアラニン脱アミノ酵素、亜硝酸還元、インドール生成、リジン及びオルニチン及びアルギニン脱炭酸酵素の活性試験、並びにONPG、フォーゲスプロスカウエル、及びメチルレッド試験で陰性を示す。メタノール、ギ酸、メチルアミンで生育する。唯一の炭素及びエネルギー源としてHCl、酢酸塩、エタノール、d-フルクトース、セロビオース、又はトレハロースを利用することができる。GC含量は59.5mol%である。

## 歴史
- 1987年に独クリスティアン・アルブレヒト大学キールのHeinz Schlesnerが、バルト海の一部である独キール湾の汽水域から新種細菌を単離し、Filomicrobium fusiforme（フィロミクロビウム・フシフォルメ）と命名し新属としてフィロミクロビウム属を提案した[1]。翌1988年にIJSEMの学名承認リストに掲載された[2]。1991年に属名の略称を"FIMI"とすることが掲示された[6]。
- 2009年に中国清華大学と北京大学のWuらが山東省の勝利油田で石油汚染された塩類土壌からFilomicrobium insigneを発見し、新種として提案した[5]。同年、IJSEMの学名承認リストに掲載された[5]。